# Timandra comae
Timandra comae (крвава вена) је врста ноћног лептира (мољца) из породице Geometridae. Врсту је први описао Anton Schmidt 1931. године.

## Распрострањење
Распрострањена је у западној и централној Европи северно од Алпа. На Британским острвима дистрибуција је неједнака изван јужне Енглеске и Велса. У далекој истошној Европи - источно од линије која иде отприлике од Финске до Естоније, замењује је њена сестринска врста Timandra griseata. Врста је подељена 1931, да би је већина аутора касније поново спојила. Али од 1994. нова истраживања су изашла у прилог третирању њих као различитих врста.

## Опис
Крила су крем боје са подебљаном црвеном или љубичастом фасцијом која формира дијагоналну пругу преко предњих и задњих крила. Оба крила су обрубљена истом бојом. Торнус задњих крила је под оштрим углом дајући препознатљив облик. Распон крила је 30-35мм. 

## Биологија
Сваке године се производе два легла, одрасли лете у мају и јуну и поново у августу и септембру. Лети ноћу и привлачи је светлост. 
Ларва је сиво-смеђа са тамнијим мрљама на леђима. У Великој Британији се храни лишћем разних биљака, укључујући лук, врсте рода Polygonum, Rumex и разне врсте рода Atriplex. Врста презимљава као ларва.

## Галерија
- Ларва Timandra comae